# Pseudodiazona claviforme
Pseudodiazona claviforme är en sjöpungsart som först beskrevs av Kott 1963.  Pseudodiazona claviforme ingår i släktet Pseudodiazona och familjen Diazonidae. Inga underarter finns listade i Catalogue of Life.